# Metka Ravnjak Jauk
Metka Ravnjak Jauk, slovenska besedilopiska za narodnozabavno in zabavno glasbo * 22. oktober 1950, Maribor, Slovenija.
Metka Ravnjak Jauk je ena najuspešnejših slovenskih besedilopisk. Njena besedila so se uvrstila na najrazličnejše festivale narodnozabavne (Slovenska polka in valček, Vurberk, Števerjan, Ptuj, Večer slovenskih viž v narečju) in zabavne (Melodije morja in sonca, Slovenska popevka) glasbe. Večkrat so bila tudi nagrajena.

## Življenje
Metka Ravnjak Jauk se je rodila 22. oktobra 1950 v Mariboru. Otroštvo je preživljala na Kobanskem ob reki Pesnici. Že v otroštvu je z očetom Ervinom, ki je igral harmoniko, obenem pa je bil tudi organist in vodja zborov ter malih vokalnih skupin, veliko prepevala. Sama se je učila igranja na kitaro. Mama Ljudmila ju je velikokrat poslušala med prepevanjem. Tako je rasla z glasbo.
Osnovno šolo je 4 leta obiskovala v Zgornji Kungoti, naslednja 4 pa na Osnovni šoli Bratov Polančičev v Mariboru. Po končani III. gimnaziji v Mariboru se je vpisala na Pedagoško akademijo, kjer je diplomirala iz slovenščine in angleščine. Zaposlila se je kot učiteljica angleškega jezika na OŠ Slave Klavore v Mariboru. V tem obdobju je začela pisati besedila. Najprej je pisala otroške popevke za vokalno skupino Stražun, ki je delovala na šoli. Napisala je tudi besedilo za himno šole.
Poročena je z novinarjem Frančkom Jaukom, ki je novinar in prav tako avtor besedil. Metka ima dva sinova Valentina in Petra ter vnukinjo Katarino.
Včlanjena je v Društvo pesnikov slovenske glasbe.

## Delo
Metka Ravnjak Jauk piše besedila za različne glasbene zvrsti in mnogokrat je že bila nagrajena. Skladbe z njenimi besedili so se večkrat pojavile na različnih festivalih, še posebej na Festivalu narečnih popevk, kjer je bila večkrat nagrajena. Njena besedila so bila izvajana na festivalih narodnozabavne (Slovenska polka in valček, Vurberk, Števerjan, Ptuj, Večer slovenskih viž v narečju) in zabavne (Melodije morja in sonca, Slovenska popevka) glasbe.
V bazi avtorjev združenja SAZAS je bilo uradno na dan 21. 7. 2017 zabeleženih 308 skladb z njenim besedilom. Nekatere skladbe z njenim besedilom:
| Izvajalec                    | Skladbe |
| ---------------------------- | --- |
| Anita Kralj                  | Le s teboj, Pri Sveti Trojici sem doma, Rešil boš moj problem, Srce za mamo, Šola simpatij, Zapojmo za srečo, Živijo, Benedikt |
| Anita Kralj in Marko Mulec   | Zapojmo za prijatelje |
| Anita Kralj in Ivan Vogrin   | Pri Lenartu se dobimo, Skupaj radi smo plesali                                                                                 |
| Ansambel Ekart               | Pojdi z menoj domov |
| Ansambel Gala kvintet        | Zvezde ljubezni |
| Ansambel Igor in Zlati zvoki | Gasilec moj |
| Ansambel Marjana Drofenika   | Sonce nad mojo dolino |
| Ansambel Modrijani           | Poljub pod pajčolanom |
| Ansambel Prerod              | Abrahamka |
| Ansambel Rosa                | Nocoj bom ostala |
| Ansambel Srčni muzikanti     | Dragi sin |
| Ansambel Šibovniki           | Moja dežela |
| Ansambel Štajerski baroni    | V srcu je Vurberk |
| Ansambel Štajerskih 7        | Štajerc in Primorka |
| Ansambel Štrk                | Lahko noč, moj mornar |
| Ansambel Tonija Sotoška      | Pišem domov |
| Ansambel Tornado             | Kresnice plešejo, Vinska kraljica                                                                                              |
| Ansambel Vesele Štajerke     | Ljubček moj, srček moj |
| Edvin Fliser                 | Angeli živijo, Dežela Štajerska                                                                                                |
| Ivo Mojzer                   | La Paloma |
| Lidija & Amanda              | Hitro sem te zapeljala, Polka iz Slovenije                                                                                     |
| Monika in Alenka Heričko     | Pomlad se igra |
| Robi Horvat                  | Fantje, živeli |

## Nagrade
Metka Ravnjak Jauk je prejela več nagrad za besedila na različnih festivalih:
- 1990: Festival otroških popevk – 1. nagrada za besedilo.
- 1997: Festival Vurberk – 1. nagrada za besedilo.
- 2003: Festival narečnih popevk – 2. nagrada za besedilo (izvajalci Anita Zore in Nočna izmena).
- 2005: Festival Ptuj – Staretova nagrada za večletno kakovostno pisanje besedil.
- 2005: Festival narečnih popevk – 3. nagrada za besedilo (izvajalca Teja Saksida in Rudi Šantl).
- 2009: Festival narečnih popevk – 3. nagrada za besedilo (izvajalka Lidija Kodrič).
- 2010: Festival narečnik popevk – 3. nagrada za besedilo (izvajalec Blaž Drobnak).
- 2017: Večer slovenskih viž v narečju – Vodovnikova nagrada za dolgoletno kakovostno ustvarjanje besedil.
- 2018: Graška Gora poje in igra – 2. nagrada za besedilo (izvajalec Ansambel Srčni muzikanti).